# Bratelji
Bratelji is een plaats in de gemeente Samobor in de Kroatische provincie Zagreb. De plaats telt 17 inwoners (2001).